# Зембжиці
Зембжиці (пол. Zembrzyce) — село в Польщі, у гміні Зембжице Суського повіту Малопольського воєводства.
Населення — 2228 осіб (2011).

## Історія
У 1975-1998 роках село належало до Бельського воєводства, підпорядковувалося районній адміністрації у Вадовицях.

## Демографія
Демографічна структура станом на 31 березня 2011 року:
|          | Загалом | Допрацездатний вік | Працездатний вік | Постпрацездатний вік |
| -------- | ------- | ------------------ | ---------------- | -------------------- |
| Чоловіки | 1099    | 227                | 754              | 118                  |
| Жінки    | 1129    | 200                | 630              | 299                  |
| Разом    | 2228    | 427                | 1384             | 417                  |